# Lizzie Freeman
Elizabeth Rose Freeman (Oklahoma City, 2 de noviembre de 1992) es una actriz de voz estadounidense. Es conocida por proporcionar las voces en inglés de Trish Una en JoJo's Bizarre Adventure: Golden Wind, Chizuru Mizuhara en Rent-A-Girlfriend, Chisato Nishikigi en Lycoris Recoil y la voz de Pomni en The Amazing Digital Circus. Además, es una ex actriz de voz del personaje Meggy Spletzer en la franquicia SMG4.

## Biografía
Freeman comenzó a asistir a obras de teatro durante sus años de escuela secundaria. Durante su último año de secundaria, se interesó en la actuación de voz. Hizo imitaciones de voz y estuvo involucrada en trabajos independientes hasta que se transfirió a Los Ángeles, donde consiguió su primer papel con la remasterización de Secret of Mana.

## Filmografía

### Animación
| Año       | Título                | Papel        | Notas |
| --------- | --------------------- | ------------ | ----- |
| 2022–2023 | Ejen Ali              | Alicia Kheng | [ 4 ] |
| 2023      | Mickey Mouse Funhouse | Gertie       | [ 5 ] |

#### Doblaje en anime
| Año  | Título                                                             | Papel                           | Notas  |
| ---- | ------------------------------------------------------------------ | ------------------------------- | ------ |
| 2019 | Sword Art Online: Alicization                                      | Cardinal                        | [ 6 ]  |
| 2019 | The Promised Neverland                                             | Mujika                          | [ 6 ]  |
| 2019 | Lupin the 3rd: Goodbye Partner                                     | Emika                           | [ 6 ]  |
| 2019 | Tejina-senpai                                                      | Senpai                          | [ 6 ]  |
| 2019 | Isekai Cheat Magician                                              | Rin Azuma                       | [ 7 ]  |
| 2020 | JoJo's Bizarre Adventure: Golden Wind                              | Trish Una                       | [ 8 ]  |
| 2020 | Kyokō Suiri                                                        | Kotoko Iwanaga                  | [ 9 ]  |
| 2020 | Magia Record: Puella Magi Madoka Magica Gaiden                     | Felicia Mitsuki                 | [ 6 ]  |
| 2020 | Honzuki no Gekokujō                                                | Delia                           | [ 10 ] |
| 2020 | Rent-A-Girlfriend                                                  | Chizuru Mizuhara                | [ 11 ] |
| 2020 | Monster Musume no Oisha-san                                        | Kunai Zenow                     | [ 12 ] |
| 2020 | Maō Gakuin no Futekigōsha                                          | Ellen Mihais                    | [ 13 ] |
| 2020 | Tonikaku Kawaii                                                    | Chitose Kaginoji                | [ 14 ] |
| 2021 | Adachi to Shimamura                                                | Pancho                          | [ 6 ]  |
| 2021 | Ore dake Haireru Kakushi Dungeon: Kossori Kitaete Sekai Saikyou    | Emma Brightness                 | [ 15 ] |
| 2021 | Vivy: Fluorite Eye's Song                                          | Momoka Kirishima                | [ 6 ]  |
| 2021 | Tokyo Revengers                                                    | Hinata Tachibana                | [ 6 ]  |
| 2021 | Slime Taoshite 300-nen, Shiranai Uchi ni Level Max ni Nattemashita | Falfa                           | [ 6 ]  |
| 2021 | Nanatsu no Taizai: Funnu no Shinpan                                | Orlondi                         | [ 6 ]  |
| 2021 | Edens Zero                                                         | Labilia Christy                 | [ 6 ]  |
| 2021 | Mahōka Kōkō no Rettōsei                                            | Airi Isshiki                    | [ 16 ] |
| 2021 | Ochikobore Fruit Tart                                              | Tone Honmachi                   | [ 17 ] |
| 2022 | Shikkakumon no Saikyō Kenja                                        | Alma                            | [ 18 ] |
| 2022 | Cells at Work! Code Black                                          | Célula Blanca (Neutrofilo) 8787 | [ 19 ] |
| 2022 | Blue Reflection Ray                                                | Yuzu                            | [ 20 ] |
| 2022 | Lupin the 3rd Part 6                                               | Finn Clark                      | [ 6 ]  |
| 2022 | Love Live! Superstar!!                                             | Sumire                          | [ 21 ] |
| 2022 | Rent-A-Girlfriend 2                                                | Chizuru Mizuhara                | [ 22 ] |
| 2022 | Lycoris Recoil                                                     | Chisato Nishikigi               | [ 23 ] |
| 2022 | Fate/Grand Carnival                                                | Ritsuka Fujimaru                | [ 6 ]  |
| 2022 | PuraOre! Pride of Orange                                           | Ayaka Mizusawa                  | [ 6 ]  |
| 2022 | Pokémon Ultimate Journeys                                          | Lisia                           |        |
| 2022 | Pokémon: Hisuian Snow                                              | Alec                            | [ 24 ] |
| 2023 | Tonikaku Kawaii 2                                                  | Chitose Kaginoji                | [ 25 ] |
| 2023 | Digimon Adventure                                                  | Patamon                         | [ 26 ] |
| 2023 | Kyokō Suiri 2                                                      | Kotoko Iwanaga                  | [ 27 ] |
| 2023 | Watashi no Shiawase na Kekkon                                      | Kaya Saimori                    | [ 28 ] |
| 2023 | Rent-A-Girlfriend 3                                                | Chizuru Mizuhara                | [ 29 ] |
| 2023 | Zom 100: Zombie ni Naru made ni Shitai 100 no Koto                 | Kumiko                          |        |
| 2023 | Yamada-kun to Lv999 no Koi wo Suru                                 | Yukari Tsubaki                  | [ 30 ] |
| 2024 | Maboroshi                                                          | Yūko Sonobe                     |        |
| 2024 | Mobile Suit Gundam SEED Freedom                                    | Aura Maha Khyber                | [ 31 ] |
| 2024 | Seishun Buta Yarō wa Odekake Sister no Yume wo Minai               | Tomoe Koga                      | [ 6 ]  |
| 2024 | Seishun Buta Yarō wa Ransel Girl no Yume wo Minai                  | Tomoe Koga                      |        |
| 2024 | Horizontes Pokémon                                                 | Coral                           | [ 6 ]  |
| 2024 | Mobile Suit Gundam: Silver Phantom                                 | Babia Lena                      | [ 32 ] |
| 2024 | Seishun Buta Yarō wa Bunny Girl Senpai no Yume wo Minai            | Tomoe Koga                      | [ 33 ] |

#### Animación web
| Año           | Título                     | Papel                            | Notas  |
| ------------- | -------------------------- | -------------------------------- | ------ |
| 2018          | Gods School                | Sfiga, Afrodita                  |        |
| 2020          | BKNK                       | Susan                            | [ 34 ] |
| 2020–2022     | SMG4                       | Meggy Spletzer                   | [ 35 ] |
| 2020          | Auction Day                | Ena y Moony                      | [ 36 ] |
| 2020          | Extinction Party           | Ena y Moony                      | [ 37 ] |
| 2021          | Temptation Stairway        | Ena y Moony                      | [ 38 ] |
| 2021          | Sunset Paradise            | Meggy Spletzer                   | [ 39 ] |
| 2021–presente | Spooky Month               | Jaune, Happy Fellas              |        |
| 2022          | Meta Runner                | Admin 3                          |        |
| 2022          | Safelewds                  | Agnis Belladonna                 | [ 40 ] |
| 2023          | Murder Drones              | Amda (Dron 029)                  |        |
| 2023–presente | The Amazing Digital Circus | Pomni                            | [ 41 ] |
| 2023          | Power of Potluck           | Ena, Moony y Mask                | [ 42 ] |
| 2024          | Pain Girl                  | Penni Painkiller y Mamá de Penni | [ 43 ] |

### Videojuegos
| Año  | Título                                     | Papel              | Notas            |
| ---- | ------------------------------------------ | ------------------ | ---------------- |
| 2012 | Dust: An Elysian Tail                      | Bopo               | [ 6 ]            |
| 2018 | Secret of Mana                             | Popoi              | 3D Remake        |
| 2018 | Dragalia Lost                              | Lily               | [ 6 ]            |
| 2019 | My Time at Portia                          | Toby               | [ 6 ]            |
| 2019 | Chocobo's Mystery Dungeon Every Buddy!     | Croma              | [ 6 ]            |
| 2019 | Pokémon Masters EX                         | Sabrina            | [ 6 ]            |
| 2021 | Cris Tales                                 | Zas                | [ 44 ]           |
| 2021 | Genshin Impact                             | Teucer, Yanfei     | [ 45 ]           |
| 2021 | Kraken Academy!!                           | Broccoli Girl, Ana | [ 6 ]            |
| 2022 | Chocobo GP                                 | Camilla            | [ 6 ]            |
| 2022 | Azure Striker Gunvolt 3                    | Grazie             | [ 6 ]            |
| 2022 | Goddess of Victory: Nikke                  | Shifty             | [ 6 ]            |
| 2023 | Trinity Trigger                            | Lime Verte         | [ 6 ]            |
| 2023 | Master Detective Archives: Rain Code       | Karen              | [ 46 ]           |
| 2023 | The Legend of Heroes: Trails into Reverie  | Lapis Rosenberg    | [ 6 ]            |
| 2023 | The Legend of Nayuta: Boundless Trails     | Lyra Barton        | [ 6 ]            |
| 2023 | Rhapsody II: Ballad of the Little Princess | Etoile Rosenqueen  | Relanzamiento    |
| 2023 | Rhapsody III: Memories of Marl Kingdom     | Etoile Rosenqueen  | Relanzamiento    |
| 2024 | Unicorn Overlord                           | Kitra              | [ 6 ]            |
| 2024 | Honkai: Star Rail                          | Sparkle            | [ 47 ]           |
| 2024 | Duck Detective: The Secret Salami          | Laura Angst        | [ 48 ]           |
| 2024 | Persona 3 Reload                           | Metis              | DLC "The Answer" |